# Mercado Municipal da Avenida de Lagos
O Mercado Municipal da Avenida, também conhecido por Mercado Municipal ou Mercado da Avenida, é um edifício público no centro da cidade de Lagos, em Portugal.

## Descrição
O edifício divide-se em três pisos, sendo o térreo ocupado por bancas de peixe e marisco, talhos e um espaço de venda de gelo, enquanto que no primeiro andar foram criados espaços para um café e seis lojas, que comercializam vários produtos, especialmente frutas e os legumes. No terceiro andar situa-se um restaurante e um terraço com vista para a baía de Lagos, e um acesso pedonal para o Centro Ciência Viva de Lagos, instalado nas traseiras do Mercado Municipal. A comunicação entre os três pisos é feita através de uma escadaria e de um elevador panorâmico.
A parede Sul do edifício encontra-se revestida por painéis de azulejos, da autoria do artista plástico Xana.

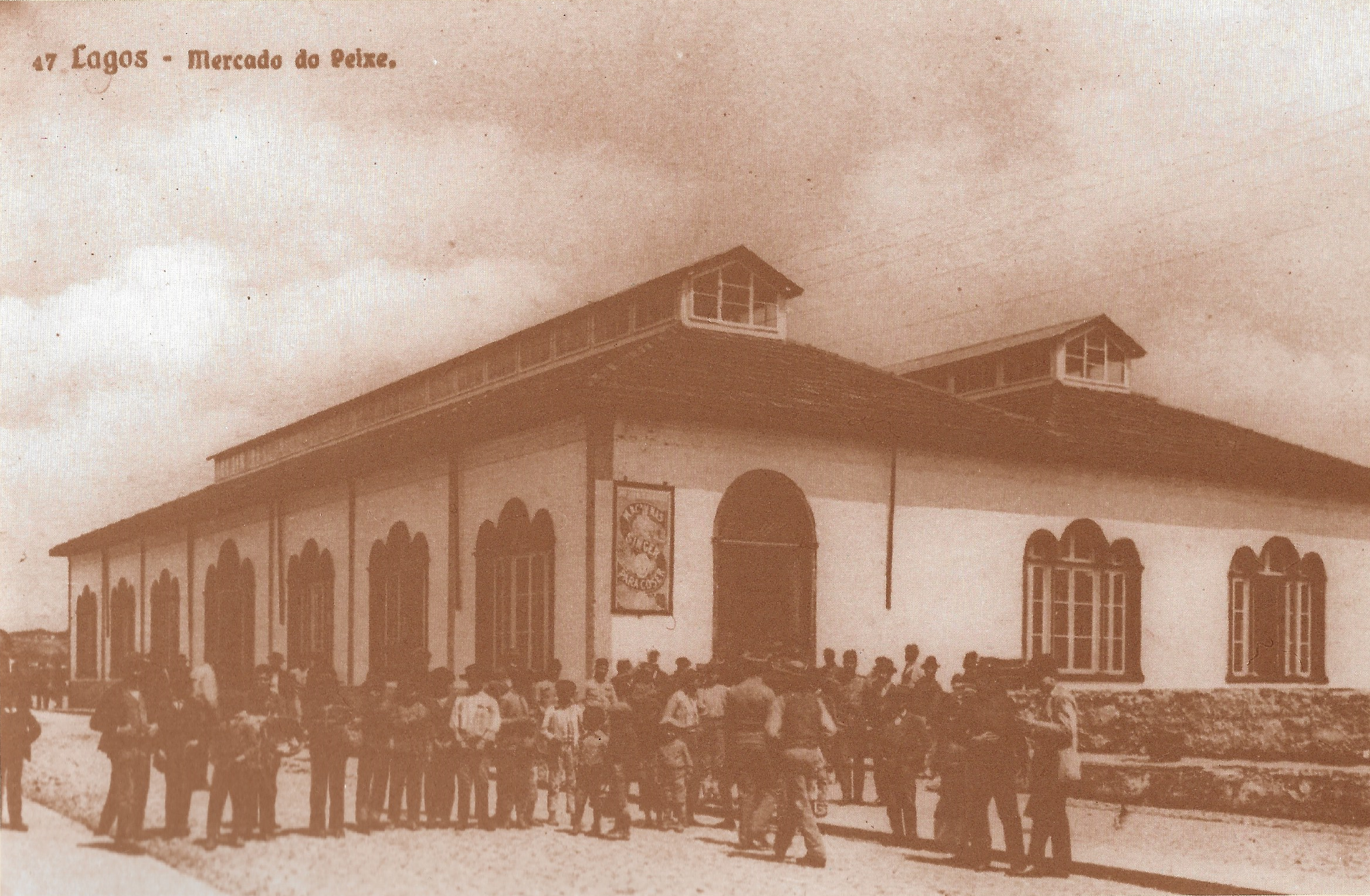
Postal dos princípios do século XX, mostrando o Mercado do Peixe.

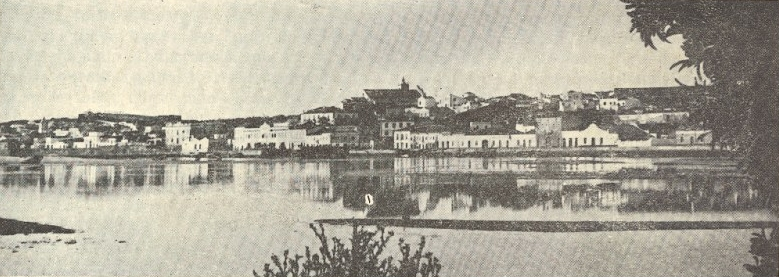
Fotografia de Lagos publicada na Gazeta dos Caminhos de Ferro em 1946, onde são visíveis os imóveis do Mercado do Peixe, junto ao rio, e do Mercado da Fruta.

## História

### Antecedentes e construção
De acordo com o historiador Manuel João Paulo Rocha, em 1850 a autarquia ordenou a construção de um mercado do peixe na Rua da Porta de Portugal, na sequência de vários esforços por parte dos pescadores em ter um açougue próprio. Em 1904 foi erigido na mesma rua um novo edifício para a venda do peixe, situado junto ao antigo edifício dos Paços do Concelho. enquanto que o antigo passou a ser destinado provisoriamente à venda de frutas e hortaliças.
Em 1915 iniciou-se a discussão de construir diversos equipamentos cívicos em Lagos, incluindo um novo mercado para a fruta. O local escolhido foi um edifício onde tinha existido a Fábrica da Porta de Portugal, situado na rua do mesmo nome, e que era já propriedade municipal, tendo sido destruído por completo num incêndio em 1915. Em Agosto de 1923 a autarquia expropriou um quintal ao lado do imóvel, e nos princípios de 1924 a Comissão Executiva aprovou várias bases para o novo edifício do mercado, tendo o director técnico sido Jaime José Palhinha. Nos finais desse ano foi aprovado o regulamento, e em 25 de Dezembro o jornal Folha de Annuncios publicou um aviso da Comissão Executiva sobre o concurso para o arrendamento do oito estabelecimentos no interior do mercado.

### Inauguração
O mercado entrou ao serviço em 1925, tendo a inauguração sido referida numa acta da comissão executiva de 15 de Janeiro. Inicialmente, este edifício servia apenas para a venda de frutas e legumes, motivo pelo qual se denominava de Mercado Central de Fructas ou Praça da Fruta. Com a instalação do novo imóvel, foi demolido o antigo edifício do século XIX, enquanto que o mercado do peixe continuou em funcionamento.

### Décadas de 1950 e 1960
Nos finais da década de 1950, decidiu-se que o piso térreo seria dedicado apenas à comercialização de pescado, de forma a se poder demolir o mercado do peixe, para a instalação da Avenida dos Descobrimentos. Este foi demolido em 1958, ano em que o Mercado Municipal passou a comercializar também peixe. Em 10 de Outubro de 1960, o jornal Ecos do Algarve noticiou que estavam quase terminadas as obras dos mercados de peixe e de fruta.
Em 15 de Outubro de 1968, o Jornal de Lagos noticiou que nesse ano tinha sido concluída a cobertura total do mercado, obra que veio melhorar as condições de funcionamento. Como parte deste empreendimento, foi igualmente estudada uma ligação coberta para peões na parte superior do edifício, melhoramento que iria facilitar o acesso por parte dos habitantes nas áreas a Norte da cidade, mas que tinha encontrado a oposição por parte do proprietário do terreno contíguo ao mercado.

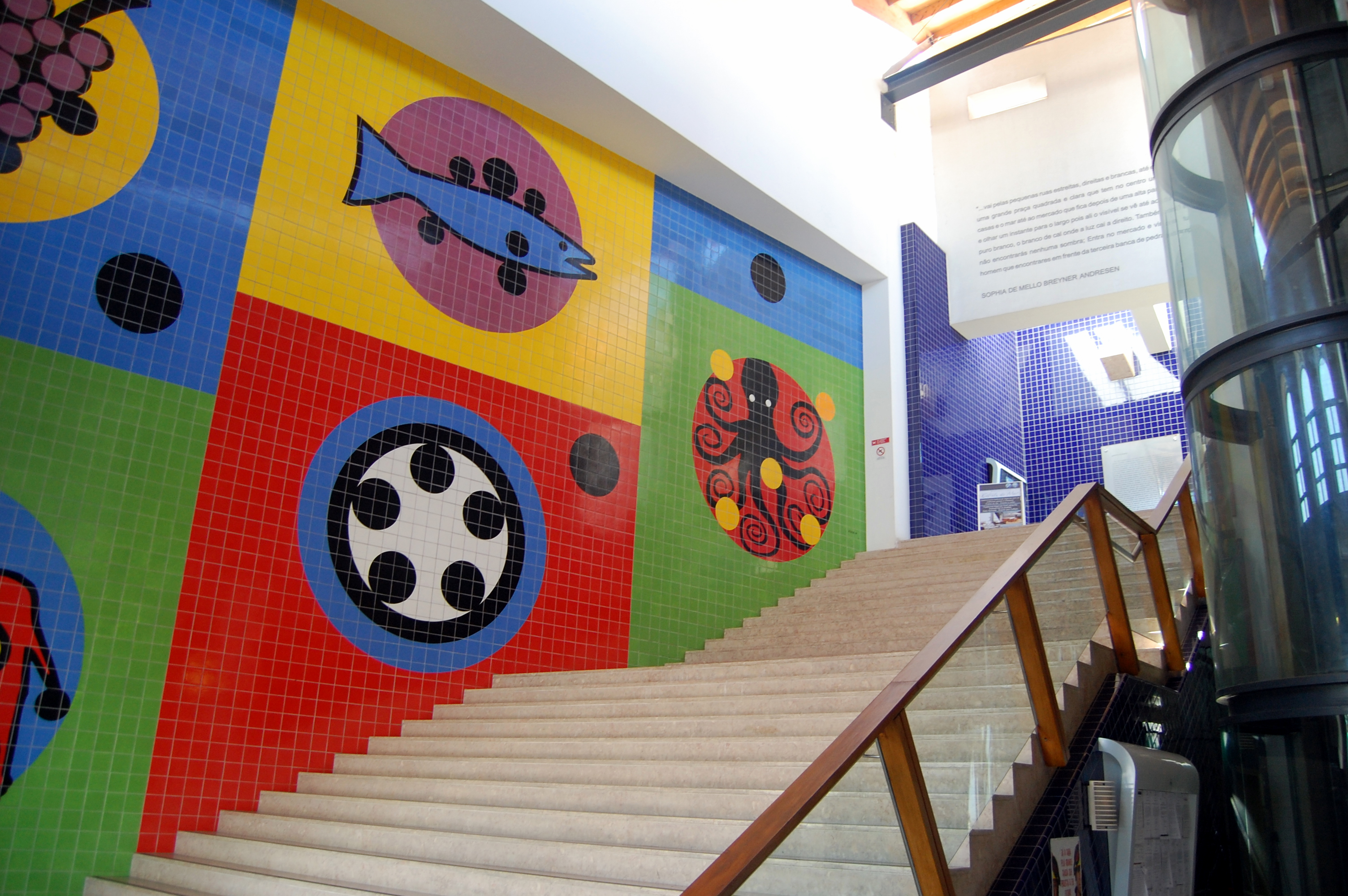
Interior do Mercado, vendo-se a escadaria de acesso aos pisos superiores, e os painéis de azulejos.

### Renovação
O edifício sofreu obras de remodelação entre 2002 e 2004, tendo sido entretanto utilizada uma estrutura temporária construída para esse efeito em 2001. Este programa de renovação implicou um investimento de aproximadamente 3 milhões de euros, e teve como finalidade melhorar a estética e a funcionalidade do edifício, de forma a torná-lo num espaço de convívio, sem perder os seus traços originais. Por outro lado, foram resolvidos vários problemas de segurança, higiene e de qualidade, e a estrutura do edifício, que se encontrava já muito envelhecida, foi renovada. Com efeito, do edifício original apenas restou a fachada principal, que foi preservada, tendo o interior sido totalmente reconstruído. Porém, as obras de renovação foram contestadas pelos comerciantes, que apontaram, entre outras falhas, uma redução nas dimensões dos expositores e problemas no estacionamento. Em resposta a estas críticas, o então presidente da Câmara Municipal de Lagos, Júlio Barroso, anunciou que se iriam melhorar as facilidades de estacionamento no local.
Em 27 de Outubro de 2004, a escritora Sophia de Mello Breyner Andresen foi homenageada com uma inscrição no interior do Mercado Municipal, do seu texto O Caminho da Manhã. Em 2006, o edifício do Mercado Municipal foi um dos dezoito candidatos ao Prémio Nacional de Arquitectura Alexandre Herculano. No mesmo ano, foi realizada na escadaria do Mercado uma exposição de Maias, bonecas de trapo típicas da Festa das Maias.